# Rhipsalis ewaldiana
Rhipsalis ewaldiana ist eine Pflanzenart in der Gattung Rhipsalis aus der Familie der Kakteengewächse (Cactaceae). Das Artepitheton ewaldiana ehrt den deutschen Züchter epiphytischer Kakteen Ernst Ewald (1946–2001).

## Beschreibung
Rhipsalis ewaldiana wächst epiphytisch mit zweigestaltigen Trieben. Die Haupttriebe sind vierkantig und von unbegrenztem Wachstum. Sie sind bis zu 60 Zentimeter lang und weisen Durchmesser von 4 bis 5 Millimeter auf. Die mesotonisch verzweigten, 3 bis 6 Zentimeter langen Seitentriebe sind mehrheitlich dreikantig und besitzen ein begrenztes Wachstum.
Die weißen Blüten erscheinen seitlich aus den Trieben und sind 14 bis 20 Millimeter lang. Die kugelförmigen, mehr oder weniger rosafarbenen Früchte erreichen einen Durchmesser von 8 Millimeter.

## Verbreitung, Systematik und Gefährdung
Rhipsalis ewaldiana ist im brasilianischen Bundesstaat Rio de Janeiro verbreitet.
Die Erstbeschreibung erfolgte 1995 durch Wilhelm Barthlott und Nigel Paul Taylor.
In der Roten Liste gefährdeter Arten der IUCN wird die Art als „Data Deficient (DD)“, d. h. mit keinen ausreichenden Daten geführt.

## Nachweise